# Ogadenska vojna
Ogadenska vojna je bil oborožen konflikt med Etiopijo in Somalijo med letoma 1977 in 1978 v Ogadenu (Abesinskem Somalilandu) v vzhodni etiopski pokrajini, nekdaj imenovani Regija 5. Spopad je izbruhnil, ker je hotela Somalija zasesti ogadensko področje, ki naj bi pripadal Veliki Somaliji. Zaradi narave tedanje hladne vojne je Sovjetska zveza nehala dobavljati orožje Somaliji in je prestopila na etiopsko stran, katero so pred tem podpirale ZDA. Vojna se je končala, ko so se somalske zasedbene oborožene sile umaknile nazaj za mejo in so proglasili premirje.

## Povodi za vojno
Čeprav je bil vzrok za spor želja somalske vlade Mohameda Siada Barreja, da bi si pripojila to etiopsko ozemlje v Veliko Somalijo, je malo verjetno, da bi Barre ukazal invazijo, če okoliščine ne bi govorile njemu v prid. Ogaden je bil zgodovinsko trdo povezan z Etiopijo. Ob izbruhu vojne je imela Somalska narodna vojska le 35.000 pripadnikov, etiopske sile so jo znatno prekašale. Vendar je v 70-tih letih 20. stoletja Somaliji znatno pomagala Sovjetska zveza. Vojska Somalije je imela trikrat več tankovskih enot od etiopskih, kot tudi več letal.